# Francesco Pintus
Francesco Pintus (Cagliari, 23 marzo 1929 – Varese, 29 gennaio 2014) è stato un magistrato e politico italiano.
Da senatore fece parte della commissione d'inchiesta sulla Loggia P2.     
Tra il 2002 e il 2008 fu Assessore all'Ambiente della Provincia di Varese nella giunta di centrodestra di Marco Reguzzoni.